# 4G
4Г је ознака за четврту генерацију ћелијских бежичних стандарда. Наследник је 3Г и 2Г фамилија стандарда. Захтеви у погледу брзине код 4Г сервиса постављају се на око 100 Mbit/s за комуникацију у стању високе мобилности (на пример из воза или аутомобила) и 2 Gbit/s за стања ниске мобилности (на пример у току шетње или мировања).
Од 4Г система се очекује да омогући свеобухватна и сигурна all-IP базирана мобилна широкопојасна решења смартфон уређајима, лаптоп компјутерима, бежичним модемима и другим мобилним уређајима. Услуге као што су ултра бродбенд Интернет приступ, ИП телефонија, гејминг сервиси, и стриминг најразличитијих мултимедијалних садржаја могу бити омогућени корисницима.